# Llista de carreteres del País Valencià
La xarxa de vies de calçades separades del País Valencià es divideix en autopistes i autovies. Las primeres són generalment de concessió i de peatge, mentre que les segones són gratuïtes i estan mantingudes per la Generalitat Valenciana.

## Autopistes i autovies estatals
Les següents autopistes i autovies, denominades vies de gran capacitat, són part de la Xarxa de Carreteres de l'Estat (en castellà Red de Carreteras del Estado, RCE), gestionada pel Ministeri de Foment espanyol. En el cas de les autopistes de peatge són gestionades per l'empresa concessionària, d'acord amb el contracte firmat.
| Identificador | Denominació                      | Itinerari |
| ------------- | -------------------------------- | --- |
| A-3 E-901     | Autovia de l'Est                 | Madrid-Atalaya del Cañavate-València                                                                             |
| A-31          | Autovia d'Alacant                | Atalaya del Cañavate-Albacete-Alacant                                                                            |
| A-7           | Autovia del Mediterrani          | Puçol-València-Silla, Crevillent-Múrcia-Almeria-*-Màlaga-Algesires                                               |
| AP-7 E-15     | Autopista del Mediterrani        | França-La Jonquera-Girona-Barcelona-Tarragona-Puçol, Silla-Alacant, Crevillent-Cartagena-*-Vera, Màlaga-Guadiaro |
| A-35          | -                                | Almansa-Xàtiva                                                                                                   |
| A-77          | Accés Nord-oest a Alacant        | - |
| A-78          | -                                | Elx-Crevillent                                                                                                   |
| EL-20         | Autovia de circumval·lació d'Elx | - |

(*en construcció o projecte)

## Autopistes i autovies de titularitat autonòmica
Les autopistes i autovies autonòmiques són carreteres amb titularitat i gestió de la Generalitat Valenciana. Normalment es tracta de vies amb un trajecte especialment important pel transport terrestre del País Valencià i no tant per la xarxa estatal, gestionada aquesta per l'estat. Una infraestructura d'aquest tipus suposa un gran esforç econòmic per part de l'administració autonòmica pel que normalment es realitza en casos de necessitat o de què la Generalitat Valenciana no ho contemple en el seu Pla de Transports.
| Comunitat Autònoma | Identificador | Denominació                          | Itinerari                         |
| ------------------ | ------------- | ------------------------------------ | --------------------------------- |
| País Valencià      | CV-10         | Autovia de la Plana                  | La Pobla Tornesa - Almenara       |
| País Valencià      | CV-16         | -                                    | Castelló de la Plana - l'Alcora   |
| País Valencià      | CV-18         | -                                    | CV-10-Castelló de la Plana        |
| País Valencià      | CV-20         | -                                    | Vila-real - Onda                  |
| País Valencià      | CV-30         | -                                    | Ronda Nord de València            |
| País Valencià      | CV-31         | Distribuïdor Nord(Corredor comarcal) | CV-310 - CV-30                    |
| País Valencià      | CV-32         | Carretera de la Gombalda             | A-7 - V-21                        |
| País Valencià      | CV-33         | Distribuïdor Sud (Corredor comarcal) | A-3 - V-31                        |
| País Valencià      | CV-35         | Autovia de Llíria                    | València - Llíria                 |
| País Valencià      | CV-36         | Autovia de Torrent                   | València - Torrent                |
| País Valencià      | CV-40         | Autovia Central                      | Xàtiva - Albaida                  |
| País Valencià      | CV-41         | -                                    | Alzira - Xàtiva                   |
| País Valencià      | CV-42         | -                                    | Almussafes - Alzira               |
| País Valencià      | CV-50         | -                                    | Llíria - Tavernes de la Valldigna |
| País Valencià      | CV-60         | -                                    | l'Olleria - Gandia                |
| País Valencià      | CV-70         | -                                    | Alcoi - Benidorm                  |
| País Valencià      | CV-80         | -                                    | Ibi - Saix                        |
| País Valencià      | CV-83         | -                                    | Elda - El Pinós                   |
| País Valencià      | CV-84         | -                                    | A-31-Elx                          |
| País Valencià      | CV-86         | -                                    | Elx - Alacant                     |
| País Valencià      | CV-905        | -                                    | Benijòfar - Torrevella            |